# فون بکسی (دهانه)
فون بکسی یک دهانه برخوردی در ماه‌ است.